# Craig Smith (hockeista su ghiaccio)
Craig Smith (Madison, 5 settembre 1989) è un hockeista su ghiaccio statunitense.

## Palmarès

### Mondiali
- 1 medaglia:
  - 1 bronzo (Svezia/Finlandia 2013)